# Tension Tour
A Tension Tour Kylie Minogue ausztrál énekesnő-dalszerző tizenhatodik koncertturnéja, amely a tizenhatodik Tension és a tizenhetedik Tension II stúdióalbumait népszerűsíti. A turné 2025. február 15-én indult az ausztráliai Perth RAC Arénában, és 2025. augusztus 26-án fejeződik be Monterrey-ben Mexikóban. A turné első dátumait 2024. szeptember 19-én jelentették be az énekesnő közelgő tizenhetedik stúdióalbumával, a "Tension II"-vel együtt.

## Turné dátumok
| Dátum       | Város     | Ország     | Helyszín                      |
| ----------- | --------- | ---------- | ----------------------------- |
| Február 15. | Perth     | Ausztrália | RAC Arena                     |
| Február 18. | Adelaide  | Ausztrália | Adelaide Entertainment Centre |
| Február 20. | Melbourne | Ausztrália | Rod Laver Arena               |
| Február 21. | Melbourne | Ausztrália | Rod Laver Arena               |
| Február 26. | Brisbane  | Ausztrália | Brisbane Entertainment Centre |
| Március 1.  | Sydney    | Ausztrália | Qudos Bank Arena              |
| Március 2.  | Sydney    | Ausztrália | Qudos Bank Arena              |

| Dátum       | Város      | Ország   | Helyszín |
| ----------- | ---------- | -------- | -------- |
| Március 10. | Bangkok    | Thaiföld | ?        |
| Március 12. | Tokió      | Japán    | ?        |
| Március 15. | Kaohsziung | Taiwan   | ?        |

| Dátum     | Város      | Ország | Helyszín         |
| --------- | ---------- | ------ | ---------------- |
| Május 16. | Glasgow    | Skócia | OVO Hydro        |
| Május 17. | Newcastle  | Anglia | Utilita Arena    |
| Május 19. | Manchester | Anglia | AO Arena         |
| Május 22. | Liverpool  | Anglia | M&S Bank Arena   |
| Május 23. | Sheffield  | Anglia | Utilita Arena    |
| Május 26. | London     | Anglia | The O2 Aréna     |
| Május 27. | London     | Anglia | The O2 Aréna     |
| Május 30. | Nottingham | Anglia | Motorpoint Arena |
| Május 31. | Birmingham | Anglia | bp pulse LIVE    |